# Cudahy, Kalifornien
Cudahy är en stad (city) i Los Angeles County, i delstaten Kalifornien, USA. Enligt United States Census Bureau har staden en folkmängd på 23 979 invånare (2011) och en landarea på 3 km².